# Trézène (ville)
Pour les articles homonymes, voir Trézène et Damala (homonymie).

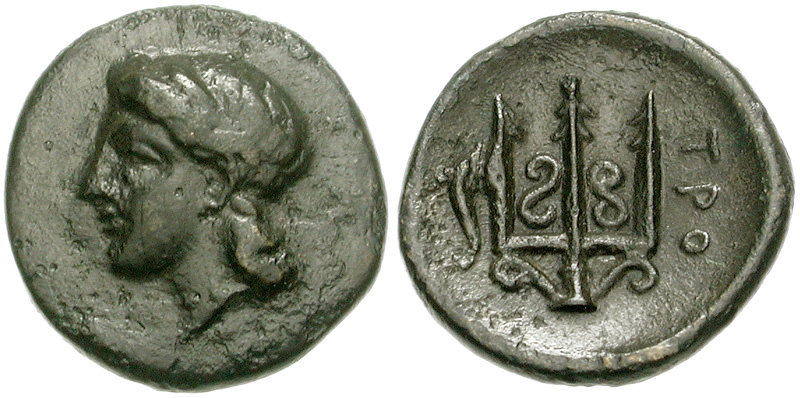
Monnaie de Trézène, -325/-300. Avers : tête d'Athéna portant un ruban de type ténia (ταινία). Revers : trident, dauphin, ΤΡΟ(ΙΖΗΝΙΩΝ) « des Trézéniens ».

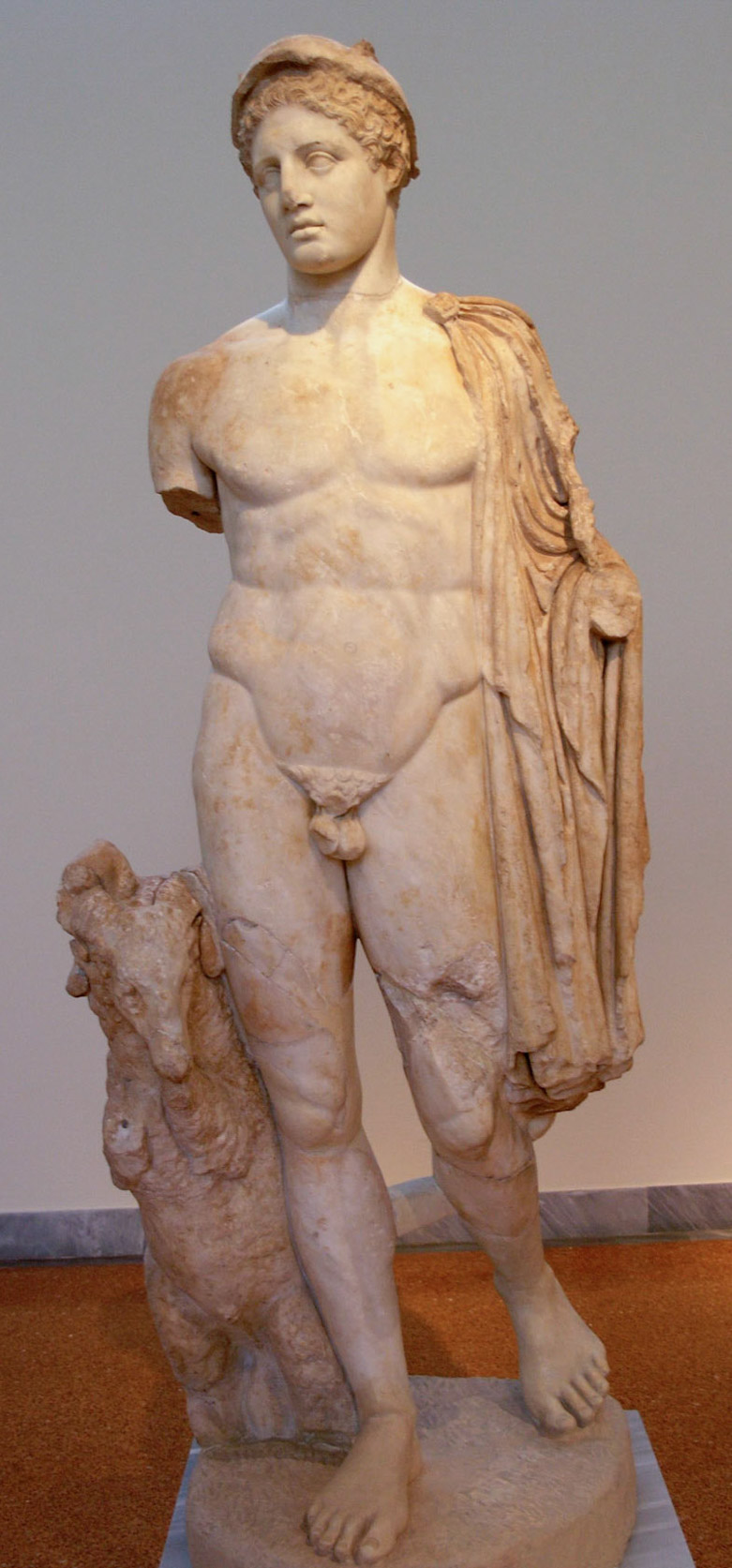
Hermès Criophore, attribué à Naukydès, sculpteur de l'école de Polyclète, copie romaine provenant de Trézène, NAMA 243.

Trézène (en grec moderne : Τροιζήνα) est une ancienne cité grecque du Péloponnèse, sur la côte nord de l'Argolide.
Elle a donné son nom à un village, appelé Damalas ou Damala jusqu'en 1929, date à laquelle il a été rebaptisé du nom de la ville antique dont les ruines se trouvent à proximité.
Jean Racine y situe sa tragédie Phèdre.
La cité a aussi donné son nom à une municipalité dont le siège se trouve dans le village de Galatás, et dont fait partie le village moderne de Trézène.
À Trézène (à Damalas) se tint une des Assemblées nationales lors de la guerre d'indépendance grecque, en 1827.

## Géographie
La plaine de Trézène est fertile : elle produit des oranges, des citrons, des cédrats, des figues et des caroubes.

## Mythologie
Trézène est considérée comme la ville natale de Thésée.
Poséidon dispute Trézène à Athéna. Zeus ordonne le partage de la cité entre eux deux, décision désagréable à l'un et à l'autre.
Dans une autre histoire, un de ses rois, Saron, emporté dans les flots par une biche (qui n'était autre qu'Artémis), donne son nom au golfe Saronique.

## Histoire
Les fouilles de l'École française d'Athènes ont révélé des vestiges préhistoriques. La ville aurait donné naissance aux poètes archaïques Agias et Oroebantius. On y pratiquait le culte de deux divinités de la terre, Damia et Auxésia, avec un combat simulé à coups de pierres appelé Lithobolia : une idée d'efficacité y était attachée, peut-être comprise par la suite comme une vertu fertilisante.
Parmi les colons achéens ayant participé à la fondation de la colonie grecque de Sybaris vers 720 av. J.-C., certains étaient originaires de Trézène. 
Elle fut le siège d'une baronnie de la principauté d'Achaïe.
C'est à Trézène que se tint l'Assemblée nationale dite de Trézène lors de la guerre d'indépendance grecque, en 1827. Elle élut Ioánnis Kapodístrias chef de l'État.